# Estación Drabble
Drabble es una estación ferroviaria ubicada en el paraje rural de Drabble, en el partido de Partido de General Villegas, Provincia de Buenos Aires, Argentina.

## Ubicación
La estación se encuentra ubicada a 27 km de la ciudad de General Villegas.

## Servicios
No presta servicios de pasajeros desde agosto de 2015.
Sus vías están concesionadas a la empresa de cargas Ferroexpreso Pampeano